# Ljudevit Stiasny
Ljudevit Stiasny, pedagog, pedagoški pisec, zgodovinar, potopisec, * 21. september 1862, Tržič, † 5. marec 1936, Slovenj Gradec.

## Življenje in delo
Ljudsko šolo je obiskoval v Tržiču, nato gimnazijo v Kranju. Leta 1882 je dovršil učitelišče v Ljubljani in istega leta je začel delati v Kamniku in Radovljici kot učitelj. Kot ravnatelj v Zagorju in od l. 1902 do 1913 kot šolski nadzornik za krški in litijski okraj s sedežem v Litiji oz. Krškem. Napisal je knjige Pregled zgodovine srbskega naroda, Praktični računar, propagiral nove šolske metode in pripomočke ter izdal več zbirk učnih slik. Znan je bil kot največji slovenski potovalec. O svojih potovanjih je objavil številne potopise in članke v Popotniku, Planinskem vestniku itd.